# Eupelmus floridanus
Eupelmus floridanus är en stekelart som beskrevs av Howard 1880. Eupelmus floridanus ingår i släktet Eupelmus och familjen hoppglanssteklar. Inga underarter finns listade i Catalogue of Life.